# Frédéric Boilet
Frédéric Boilet (Épinal, França; 16 de Janeiro de 1960) é um cartunista francês, mangaká (desenhista de histórias em quadrinho) e autor de livros infantis. Em sua carreira, Fréderic Boilet colaborou com uma variedade de artistas como Aurélia Aurita, Laia Canada, Benoît Peeters e Kan Takahama.

## Vida e obra
Em 1978, Frédéric Boilet entrou na escola de Belas Artes de Nancy de onde saiu em 1983. Neste mesmo ano, dá-se sua estreia nos quadrinhos com seu primeiro álbum "La Nuit dês Archées", com Guy Deffeyes. Ele publicará em seguida dois álbuns de quadrinhos históricos ("Les Veines de l’Occident" --- As veias do Ocidente ---, com René Durant) pela editora Glénat.
Cria em 1987, "Le Rayon vert" (O raio verde), seu primeiro álbum na qualidade de roteirista e desenhista, muito prestigiado pela crítica, mas ao qual o público terá dificilmente acesso, pois a editora original faliu. Pouco depois, em 1990, lançou "36 15 Alexia", um álbum que evoca de maneira interessante o tema dos encontros através de minitel (um serviço parecido com a internet). Nessas duas obras ele experimentou um método de trabalho, que ainda hoje é unicamente seu, no qual ele utiliza como recursos fotografias e vídeos.
No mesmo ano, graças à empresa Shoei e ao Centre National dês Lettres (Centro Nacional de Letras), que lhe concedem uma bolsa de estudos, Frédéric Boilet parte para o Japão. Dessa viagem, nascerá, em 1993, "Love Hotel" (Hotel Amor) que conta a odisseia tragicômica de um francês no Japão. O roteiro foi escrito em parceria com Benoît Peeters. Seu encontro com Benoît em 1990, transformou o trabalho de Frédéric em histórias semi-autobiográficas com algumas doses de humor.
No ano seguinte, como bolsista do instituto de arte Villa Kujoyama de Kyôto, sendo o primeiro autor de histórias em quadrinhos dela, Boilet inicia "Tôkyô est mon jardin" (Tóquio é meu jardim), uma seqüência de "Love Hotel". Aqui a visão do autor, assim como a de seus personagens mudou: menos perdido, ele se acostuma às --- relativas --- peculiaridades do Japão.
Em 1995, ele funda L'Atelier des Vosges (na Praça de Vosges em Paris), com seus amigos. Nessa época, publica o curioso álbum "Demi-tour", com o roteiro feito em parceria com Benoît Peeters.
Em 1997, ele retorna ao Japão com a intenção de se estabelecer. Lá, ele publica uma adaptação japonesa de "Tokyo est mon jardin", assim como obras destinadas unicamente ao público japonês como a narração "Une Belle manga d'amour" (Uma belo mangá de amor) ou a série de textos ilustrados "Prisonnier des Japonaises" (Prisioneiro das japonesas). A tiragem de suas obras torna-se freqüentemente extraordinária e Boilet obtém grande notoriedade. A distância, ele participará da revista de crítica e teoria das histórias em quadrinhos "L'Indispensable" (O indispensável).
Ao lado de sua carreira de autor, Boilet assume de boa vontade o papel de "transmissor cultural", estimulando as editoras japonesas e francesas a cooperarem em diversos projetos. Levando essa ideia ao limite, em 2001, na ocasião do lançamento simultâneo na França e no Japão de "O Espinafre de Yukiko", ele lança o movimento cultural "La Nouvelle Manga" cujo título, faz referência direta ao Nouvelle Vague e que procura combinar mangás adultos que tratam do cotidiano com o estilo artístico dos quadrinhos franco-belgas. Logo em seguida, dirige uma coleção ("Sakka") para a Casterman, uma editora belga.

## Uma obra momentânea
Apesar de ser possível encontrar traços em comum entre os álbuns de Boilet, eles não se parecem muito entre si. Naturalmente, certas características do desenho e da narração são comuns, mas cada novo projeto é uma experiência tanto para o autor como para o leitor. Depois de "36 15 Alexia", Boilet faz, sobretudo, ficções a partir de seu próprio cotidiano, que ele reescreve, reinventa. Ele é sua própria matéria, mas seus livros não constituem uma forma de autobiografia.
Também, o grafismo de Boilet evoluiu: antes de tudo, desenhista virtuose, Boilet pouco a pouco pegou o gosto pela utilização de fotografias que ele redesenha de uma maneira sua. A fotografia é nesse caso, utilizada para ilustras seus pontos de vista subjetivos e suas deformações ópticas. Trata-se de provocar no leitor, uma impressão de visão subjetiva, de intimidade, mesmo de voyeurismo.